# Affaire Wittorf

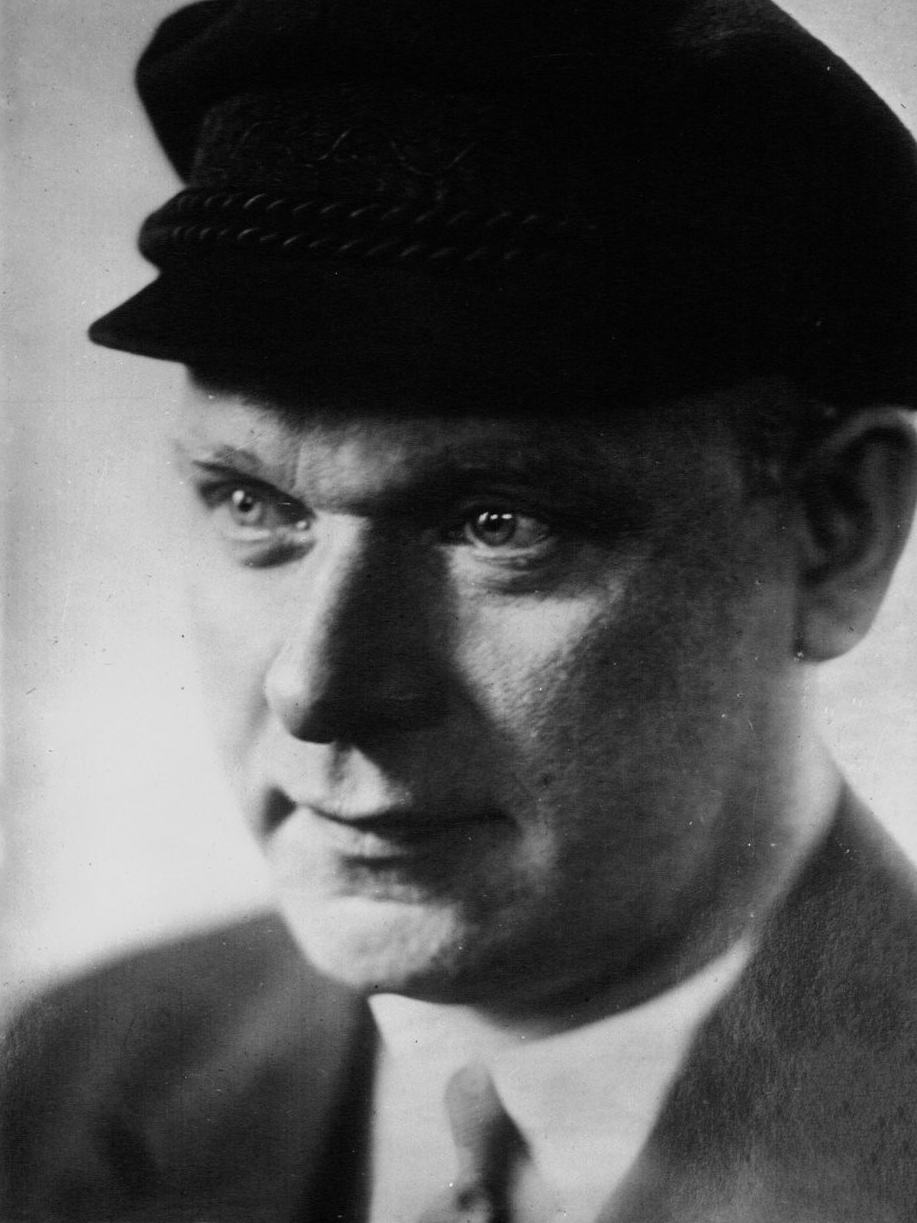
Ernst Thälmann

L' affaire Wittorf est une affaire de détournement de fonds déclenchée par le fonctionnaire du Parti communiste d'Allemagne (KPD) John Wittorf (de) (1894-1981), qui a détourné à son profit 1800 à 3000 Reichsmarks lors de la campagne électorale des élections législatives allemandes de 1928. Le président du KPD et ami et soutien de Wittorf, Ernst Thälmann, était au courant du détournement de fonds, mais l'a tenu secret pour des raisons tactiques. Wittorf n'est pas mis en cause, mais le trésorier du district, Richard Dehmel, qui n'était pas impliqué dans le détournement de fonds, est lui poursuivi. Après que des bruits de détournement de fonds émergent dans la presse, le Comité central du parti exclut Wittorf et trois autres responsables de Hambourg le 26 avril 1928. Thälmann est contraint de se mettre en retrait de son poste jusqu'à ce que l'affaire soit tirée au clair (l'affirmation, souvent entendue, selon laquelle Thälmann aurait été limogé est inexacte).
Cependant, la mise en cause de Thälmann ne convient pas aux plans de Staline, qui en 1925 renforçait déjà la position de Thälmann pour contrer l'aile ultra-gauche du KPD : Ruth Fischer et Arkadi Maslow. D'une façon générale, Staline l'utilisait pour écarter du parti les tendances de droite et de gauche. Dans un télégramme à Molotov en date du 1er octobre 1928, Staline se prononce en faveur de Thälmann en arguant que ses motivations sont « désintéressées ». Staline, en revanche, ne voit « aucune circonstance atténuante » aux membres du Comité central « conciliateurs » Arthur Ewert (de) et Gerhart Eisler, qui, selon lui, ont placé leurs intérêts fractionnels au-dessus de ceux du parti et du Komintern.
La position de Staline détermine la suite : déjà le 6 octobre 1928, le Comité exécutif de l'Internationale communiste vote une résolution qui accorde une « pleine confiance politique » à Thälmann. Finalement, le Comité central du parti décide le 20 octobre 1928, sous la pression de Moscou et après la résistance obstinée de certains responsables, de confirmer Thälmann à la présidence du parti.
Selon les rédacteurs du document Der Thälmann-Skandal, l'affaire Wittorf est l'étape finale de la stalinisation du KPD et de l'extension de la politique de Staline aux partis communistes étrangers. Ce faisant, le dirigeant soviétique s'appuie sur des meneurs fidèles pour éliminer les opposants politiques réels et supposés. La discussion au sein du Komintern sur la confirmation de Thälmann à son poste a des conséquences considérables pour les autres partis communistes, dont le Parti communiste italien.